# Carlos VII do Sacro Império Romano-Germânico
Carlos VII (Bruxelas, 6 de agosto de 1697 – Munique, 20 de janeiro de 1745) foi o Eleitor da Baviera de 1726 até sua morte como Carlos Alberto e Imperador Romano-Germânico a partir de sua eleição em 1742. Entre 1741 e 1743 também foi o Rei da Boêmia. Era filho de Maximiliano II Emanuel, Eleitor da Baviera e sua esposa Teresa Cunegunda Sobieska.

## Início de vida

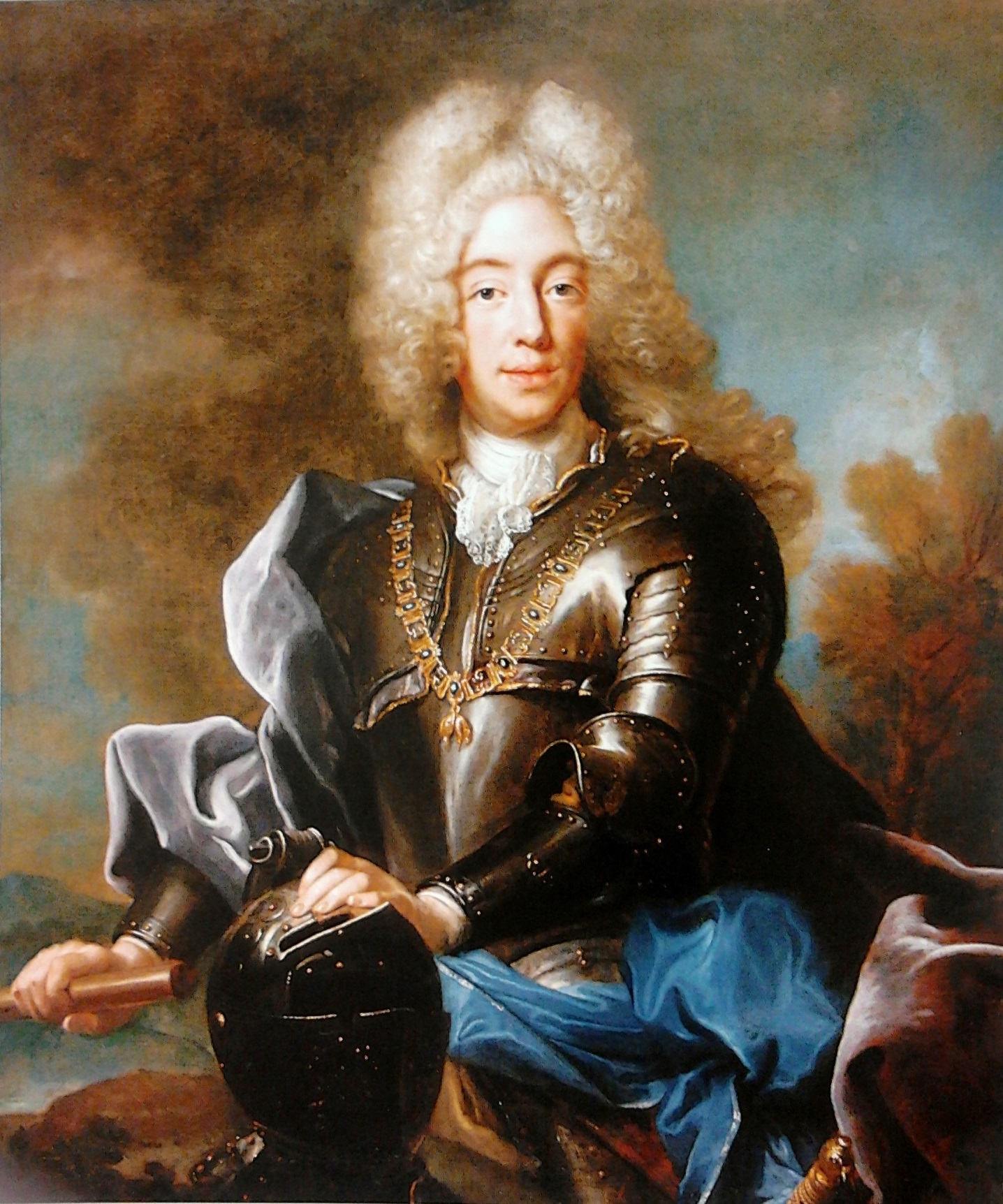
Carlos Alberto da Baviera jovem, c. 1717-1719, por José Vivien.

Carlos Alberto (alemão: Karl Albrecht) nasceu em 6 de agosto de 1697, em Bruxelas, nos Países Baixos Espanhóis, então sob domínio do Sacro Império Romano-Germânico. Era filho de Maximiliano II Emanuel, Eleitor da Baviera e sua esposa Teresa Cunegunda Sobieska, filha do rei João III Sobieski da Polônia.
Sua família foi politicamente dividida durante a Guerra da Sucessão Espanhola e ele passou muitos anos em prisão domiciliar na Áustria (A família havia deixado Bruxelas e retornado a Munique em 1701). Seu pai, Maximiliano Emanuel, fugiu para os Países Baixos Espanhóis depois de ter sido derrotado na Batalha de Blenheim em agosto de 1704, e Carlos e seus irmãos ficaram com sua mãe, a regente interina, em Munique. Em maio de 1705, após uma estadia em Veneza, as autoridades austríacas se recusaram a permitir que a Eleitora retornasse à Baviera e a forçaram ao exílio, que durou dez anos. Maximiliano Emanuel também foi para o exílio em Compiègne depois que em 29 de abril de 1706, uma proibição imperial foi imposta a ele, pois ele novamente havia sido derrotado na Batalha de Ramillies alguns dias antes. Somente em 1715 a família se reconciliou. Após atingir a maioridade em agosto de 1715, Carlos empreendeu uma viagem educacional à Itália de 3 de dezembro de 1715 a 24 de agosto de 1716. Em 1717, serviu entre os auxiliares da Baviera na Guerra Austro-Turca.
Em 5 de outubro de 1722, Carlos se casou com a arquiduquesa Maria Amália da Áustria, que ele conheceu na corte imperial em Viena. Ela era a filha mais nova do falecido imperador José I e sua esposa Guilhermina Amália de Brunsvique-Luneburgo. Na sequência do casamento, Maria Amália renunicou à sua pretensão ao trono da Monarquia Habsburgo.
Em 1725, Carlos visitou Versalhes durante as celebrações do casamento de Luís XV de França com a princesa polonesa Maria Leszczyńska e estabeleceu um vínculo estreito com a corte francesa.
Em 1726, após a morte de seu pai, Carlos tornou-se duque da Baviera e eleitor palatino e, portanto, um dos príncipes-eleitores do Sacro Império. No entanto, ele também herdou uma dívida de 26 milhões de florins. O novo soberano manteve boas relações com seus parentes Habsburgos e com a França, dando continuidade às políticas de seu pai.
Em 1729, ele instituiu a Ordem de São Jorge e ordenou o início da construção da Fortaleza de Rothenberg.

## Imperador Romano-Germânico

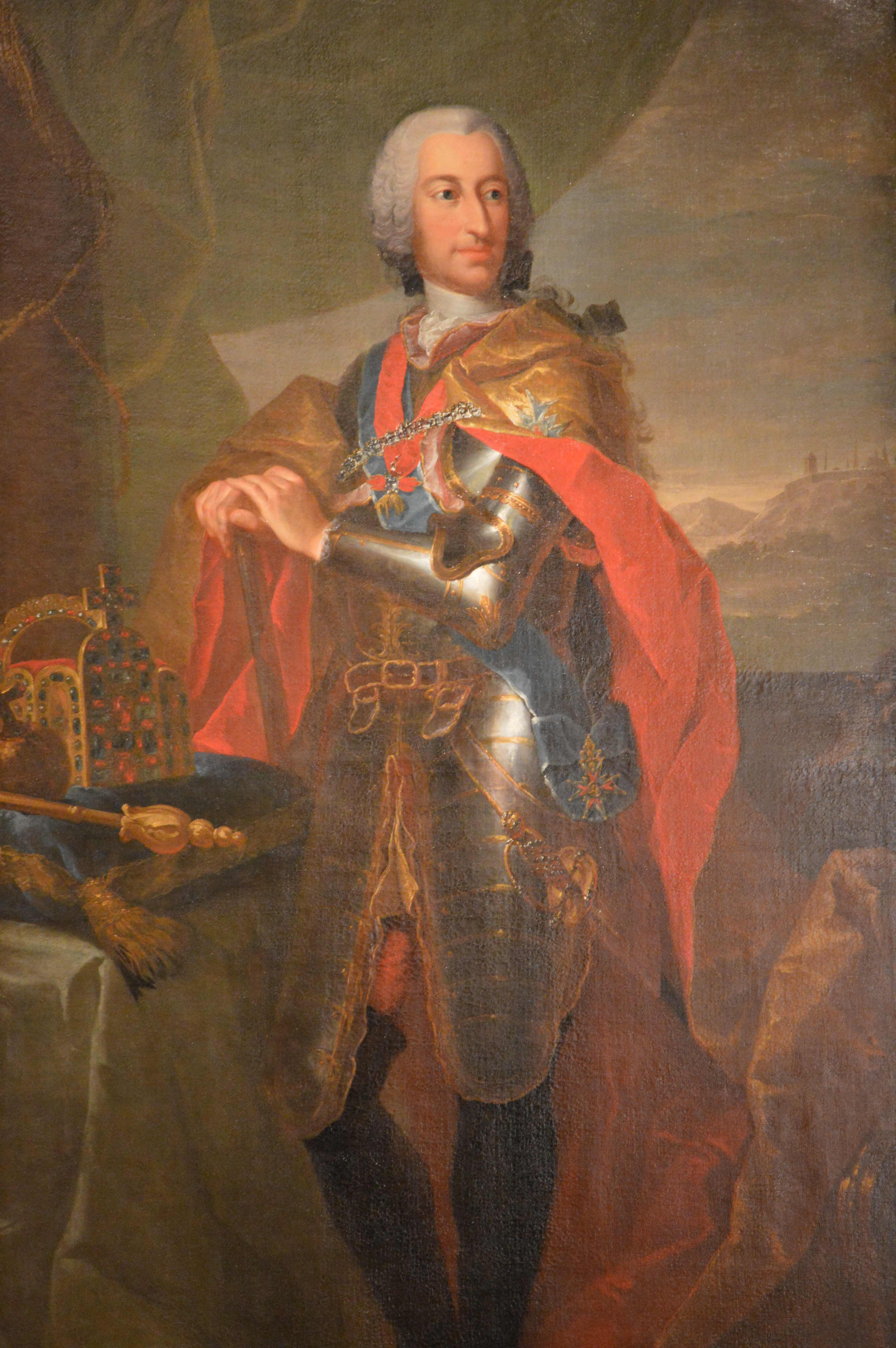
Carlos VII, retratado ao lado da coroa do Imperador Romano-Germânico.

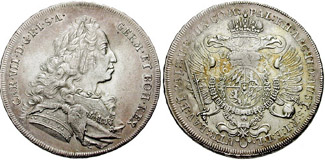
Efígie de Carlos VII em táler de 1743.

Dando continuidade à política de seu pai, Carlos aspirou a uma posição ainda mais alta. Como genro do imperador José I Carlos rejeitou a Pragmática Sanção de 1713 e reivindicou os territórios alemães da dinastia dos Habsburgos contra Maria Teresa, filha do imperador Carlos VI, em 1740. Pelo Tratado de Nymphenburg, que foi concluído em julho de 1741, Carlos aliou-se à França e Espanha contra a Áustria.
Durante a Guerra da Sucessão Austríaca, Carlos invadiu a Alta Áustria em 1741 e planejou conquistar Viena, mas suas tropas francesas aliadas sob o comando do duque de Belle-Isle foram redirecionadas para a Boêmia, capturando Praga em novembro de 1741. Carlos foi coroado rei da Boêmia em Praga em 19 de dezembro de 1741, quando os Habsburgos ainda não haviam sido derrotados. Ele foi eleito rei da Alemanha por unanimidade em 24 de janeiro de 1742 e se tornou imperador do Sacro Império Romano após sua coroação em 12 de fevereiro de 1742. Seu irmão Clemente Augusto, o arcebispo-eleitor de Colônia, outrora aliado à facção Habsburgo-Lorena nas disputas sobre a sucessão do trono da Monarquia Habsburgo, votou no irmão e o coroou imperador em Frankfurt. O rei Jorge II da Grã-Bretanha, como eleitor de Hanôver, também votou para instalar Carlos como imperador, embora tanto a Grã-Bretanha quanto Hanôver estivessem aliadas à Áustria na guerra em andamento. Carlos VII foi o segundo imperador da casa de Wittelsbach depois de Luís IV e o primeiro rei da dinastia na Alemanha desde o reinado de Roberto.
Pouco depois de sua coroação, a maioria dos territórios de Carlos foi invadida pelos austríacos, e a Baviera foi ocupada pelas tropas de Maria Teresa. O imperador fugiu de Munique e residiu por quase três anos no Palais Barckhaus em Frankfurt. A maior parte da Boêmia foi perdida em dezembro de 1742, quando os austríacos permitiram aos franceses sob o duque de Belle-Isle e o duque de Broglie uma capitulação honrosa. Carlos foi ridicularizado como um imperador que não controlava seu próprio reino nem estava no controle efetivo do próprio império, mas a instituição do Sacro Imperador Romano havia se tornado amplamente simbólica por natureza e impotente até então. Um ditado popular em latim sobre ele era: et caesar et nihil, que significava "imperador e nada", um jogo de palavras com aut caesar aut nihil, que significa "ou imperador ou nada". O general bávaro Ignaz Felix, conde de Törring-Jettenbach, foi comparado a um tambor, pois as pessoas "só ouviam falar dele quando ele era espancado".
Carlos VII tentou aumentar seu prestígio em Frankfurt com vários atos legais, como conceder privilégio imperial à Universidade de Erlangen em 1743 e criar vários novos nobres imperiais. Carlos Eugênio, Duque de Württemberg, foi declarado maior de idade em 1744, antes do tempo. Alexandre Fernando, 3.º Príncipe de Thurn e Taxis serviu como Comissário Principal de Carlos VII na Dieta Perpétua de Regensburg e em 1744 a casa principesca de Thurn e Taxis foi elevada ao posto de diretoria-geral no Correio Imperial (Kaiserliche Reichspost).
O novo comandante do exército bávaro, Friedrich Heinrich von Seckendorff, lutou contra a Áustria em uma série de batalhas em 1743 e 1744. Em 1743, suas tropas e seus aliados tomaram a Baviera, e Carlos conseguiu retornar a Munique em abril por algum tempo antes de perder a Baviera novamente depois que seus aliados franceses foram derrotados e se retiraram para o Reno. A nova campanha de Frederico II da Prússia durante a Segunda Guerra da Silésia finalmente forçou o exército austríaco a deixar a Baviera e recuar para a Boêmia. Em outubro de 1744, Carlos recuperou Munique e retornou, desta vez para sempre. Com o ex-vice-chanceler Friedrich Karl von Schönborn como intermediário, o imperador então tentou chegar a um acordo com Viena, mas não conseguiu obter mais apoio militar da França.
Sofrendo severamente de gota, Carlos morreu no Palácio de Nymphenburg em janeiro de 1745. Ele foi enterrado na cripta da Igreja dos Teatinos e São Caetano (Theatinerkirche) em Munique. Seu coração foi enterrado separadamente no Santuário de Nossa Senhora de Altötting. O compositor Georg Philipp Telemann compôs o réquiem "Eu estava esperando pela luz" em sua homenagem. O rei Frederico II da Prússia, escreveu em 1746: "Esta morte me roubou o imperador, que era meu amigo".

## Legado cultural

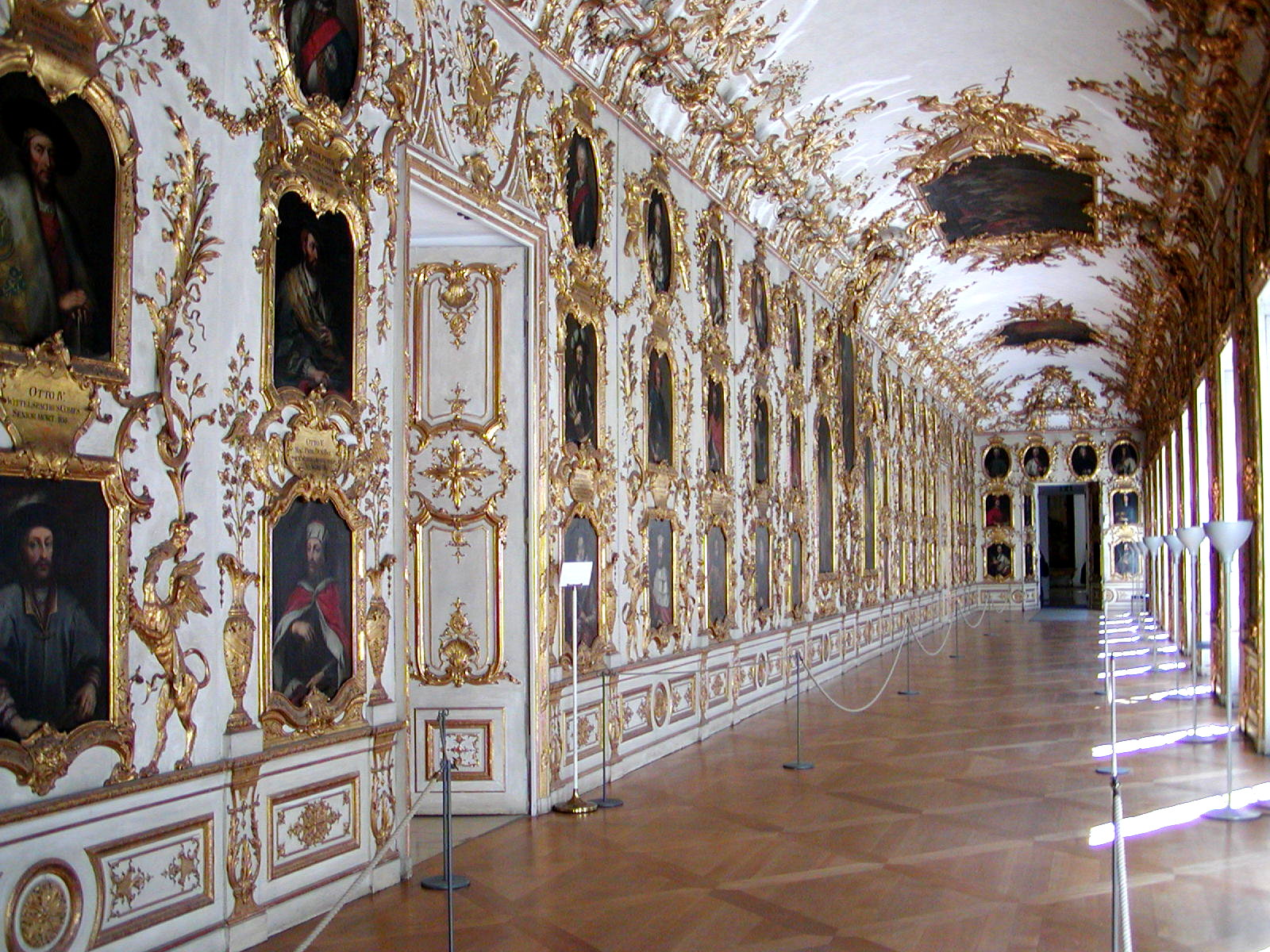
A Galeria Ancestral na Residência de Munique, construída a pedido de Carlos, entre 1726 e 1731.

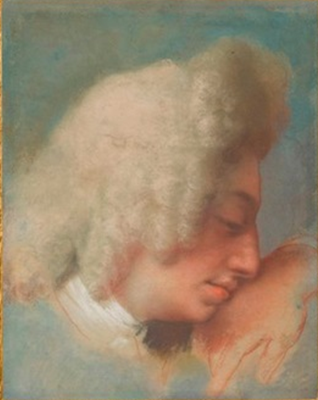
Carlos Alberto da Baviera beijando a mão de seu pai, c. 1726, por José Vivien.

O reinado de Carlos VII representou o auge da era rococó da Baviera. O Palácio de Nymphenburg foi concluído durante seu reinado e se tornou a residência de verão favorita dos futuros governantes da Baviera. O complexo Schlossrondell (O Grande Círculo), ladeado por uma série de elaboradas mansões barrocas, foi inicialmente planejado por Carlos como um projeto básico para uma nova cidade, mas isso não se concretizou. A pedido de Carlos se empreendeu a construção da Ahnengallerie (Galeria Ancestral) na Residência de Munique. Ele comprou o Palais Porcia em 1731 e restaurou a mansão em estilo rococó em 1736 para uma de suas amantes, a Condessa Topor-Morawitzka; a mansão recebeu o nome do marido dela, o Príncipe Porcia. Ele também ordenou que François de Cuvilliés, arquiteto-chefe da corte, construísse o Palais Holnstein para outra de suas amantes, Sophie Caroline von Ingenheim, Condessa Holnstein, entre 1733 e 1737. Cuvilliés também construiu o Amalienburg, um elaborado pavilhão de caça projetado no estilo rococó, para Carlos e sua esposa Maria Amália, no Parque do Palácio de Nymphenburg.
Durante o reinado de Carlos, vários arquitetos, escultores, pintores e artesãos italianos, franceses, bávaros e outros alemães talentosos foram empregados no serviço real, muitas vezes por muitos anos. Entre eles estavam Dominique Girard, François de Cuvilliés, Joseph Effner, Ignaz Günther, Johann Michael Fischer, Cosmas Damian Asam e Egid Quirin Asam, Johann Michael Feuchtmayer, Matthäus Günther, Johann Baptist Straub e Johann Baptist Zimmermann.

## Descendência
| Nome                                                                                             | Retrato | Nascimento             | Morte                  | Notas                                                                                 |
| ------------------------------------------------------------------------------------------------ | ------- | ---------------------- | ---------------------- | ------------------------------------------------------------------------------------- |
| Maximiliana Maria                                                                                |         | 1723                   | 1723                   | Morreu na infância.                                                                   |
| Maria Antónia Valburga Eleitora da Saxónia                                                       |         | 18 de julho de 1724    | 23 de abril de 1780    | Casada em 1747 com seu primo Frederico Cristiano, Eleitor da Saxônia, tiveram filhos. |
| Teresa Benedita Maria                                                                            |         | 06 de dezembro de 1725 | 29 de março de 1743    | Morreu jovem e solteira.                                                              |
| Maximiliano III Eleitor da Baviera                                                               |         | 28 de março de 1727    | 30 de dezembro de 1777 | Casado em 1747 com seu prima Maria Ana Sofia da Saxónia, não tiveram filhos.          |
| José Luís                                                                                        |         | 25 de agosto de 1728   | 2 de dezembro de 1733  | Morreu na infância.                                                                   |
| Maria Ana Josefa Marquesa de Baden-Baden                                                         |         | 7 de agosto de 1734    | 7 de maio de 1776      | Casada em 1755 com Luís I da Baden-Baden, não tiveram filhos.                         |
| Maria Josefa Rainha-Consorte da Germânia e Imperatriz-Consorte do Sacro Império Romano-Germânico |         | 30 de março de 1739    | 28 de maio de 1767     | Casada em 1765 com José II do Sacro Império Romano-Germânico, não tiveram filhos.     |

## Títulos e brasões
Seu título completo era: Carlos VII, pela graça de Deus eleito Sacro Imperador Romano, para sempre Augusto, Rei na Alemanha e na Boêmia, Duque na Alta e Baixa Baviera, bem como no Alto Palatinado, Conde Palatino do Reno, Arquiduque da Áustria, Príncipe Eleitor do Sacro Império Romano, Conde de Leuchtenberg, etc. etc.'
| Brasão como Imperador Romano-Germânico | Brasão alternativo como Imperador Romano-Germânico | Brasão completo como Imperador Romano-Germânico (com escudo e suporte) |